# Casa-Museo de Lope de Vega
La Casa-Museo de Lope de Vega se encuentra en el número 11 de la calle de Cervantes de la ciudad española de Madrid. 

## Visitas
La casa del siglo XVI fue comprada por el escritor en 1610. Hoy la conserva la Real Academia Española. La Academia restauró la casa y la inauguró como museo en 1935, el mismo año en que el edificio fue declarado monumento nacional. Actualmente el edificio está protegido como Bien de Interés Cultural. La Academia posee tres de los manuscritos de Lope de Vega que se exhiben en el museo.
El acceso al museo se hace mediante visitas en grupo (máximo diez personas). Es imprescindible reservar con antelación, por teléfono o correo electrónico. Las visitas comienzan cada media hora y tienen una duración aproximada de 35 minutos. La última visita se realiza a las 17.00 horas. También se hacen en inglés, italiano y francés.